# Аутостимуляция

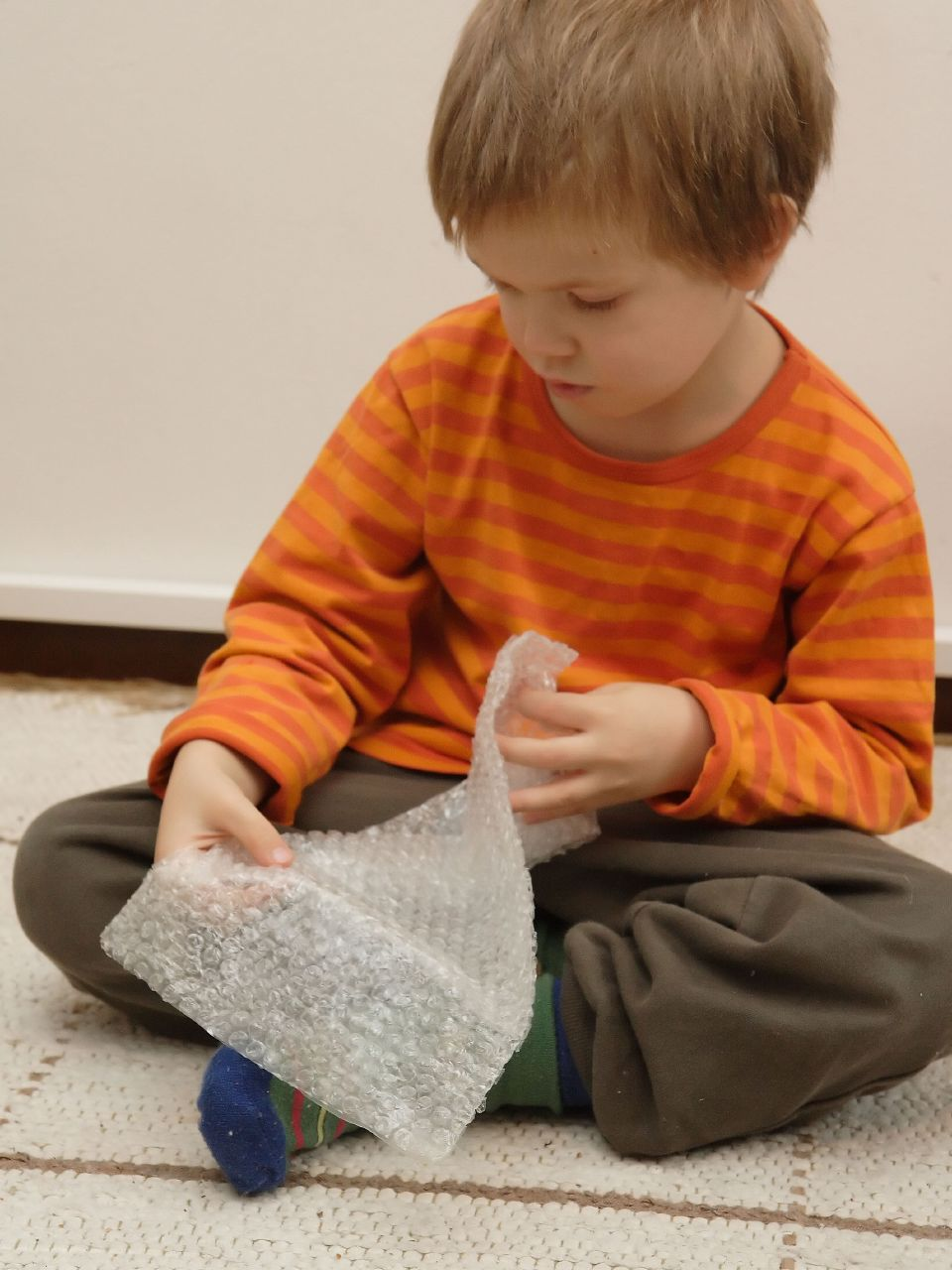
Ребёнок играет с пузырчатой упаковкой

Аутостимуля́ция или самостимуля́ция (иногда используется заимствованное из английского слово «стимминг») — повторяющиеся действия, осуществляемые с помощью собственного тела или окружающих предметов, нацеленные на получение сенсорных ощущений и отвлечение внимания от стрессогенного воздействия и позволяющие справиться с эмоциональным напряжением. Проявляется при нарушениях развития, прежде всего — при расстройствах аутистического спектра, в том числе при синдроме Аспергера и раннем детском аутизме.
В отличие от стереотипий, которые обычно не являются эмоционально заряженными и могут быть описаны как импульсивная моторная разрядка, аутостимуляция имеет своей целью достижение тонизирующего эффекта, что всегда имеет аффективную окраску. Выхолощенные стереотипии, используемые в качестве аутостимуляции, теряют связь с их первоначальным смыслом и исчерпываются действиями, основанными на высокой ритмичности, однако становятся аффективно заряженными и начинают выполнять тонизирующую функцию.

## Примеры аутостимуляторного поведения
Примерами аутостимуляторного поведения могут являться:
- получение сенсорных ощущений от собственного тела:
  - быстрые притопывания ногами и пальцами ног,
  - тряска,
  - мычание,
  - прыжки,
  - раскачивания,
  - похлопывания ладонями и стук пальцами,
  - потряхивания руками перед глазами,
  - напряжение отдельных мышц,
  - застывание в позе вниз головой,
  - скрипение зубами,
  - мастурбация,
  - игра с языком и слюной,
- получение сенсорных ощущений от внешних объектов:
  - облизывание, обнюхивание предметов,
  - действия, связанные с получением тактильных ощущений от прикосновений к бумаге с особой фактурой, к ткани, от перебирания и расслаивания волокон, сжимания целлофановых пакетов, верчения колесиков, крышек[2]

При раннем детском аутизме характер аутостимуляции могут носить первые слова (повторяются цитаты из стихотворений, рекламы). В качестве аутостимуляции могут использоваться аффективно заряженные стереотипии: раскачивание в определённой амплитуде, стереотипная игра, где скорость движения предметов может регулироваться и увеличиваться ребёнком (спуск предметов по наклонной поверхности). Выполнение подобных действий даёт ребёнку чрезвычайно сильные положительные эмоции, которые в силу их неадекватности происходящему не могут вполне быть разделены взрослым. Вариантом аутостимуляции, который даёт ребёнку возможность подвергаться воздействию максимального количества разнообразных стимулов, можно считать гиперактивность.

## Аутостимуляция в норме
Проявления аутостимуляции индивидуальны и могут иметь место и в норме, однако чаще всего во взрослом возрасте она подавляется или замещается более социально приемлемыми видами. Наиболее вероятно возникновение и аутостимуляции в стрессогенных ситуациях.
Аутостимуляция в норме — один из способов эмоциональной регуляции, самоуспокоения и подавления негативных эмоций ребёнка, находящегося на досимволическом уровне организации эмоционального опыта. С помощью особого стимула ребёнок справляется с повышенной тревогой в ситуациях, связанных с лишением какого-либо значимого ощущения. Например, в случае с 8-месячным ребёнком сосание груди матери в её отсутствие может заменяться сосанием мяча, бутылки или собственной руки, которое сопровождается теми же звуками, что и в привычной ситуации кормления. Этап развития до конца первого года жизни включает в себя нормальные для этого возраста многократные повторяющиеся манипуляции с предметами без учёта их функциональных свойств (ребёнок трясёт и стучит игрушками, ещё не включая их в функциональную или символическую игру).
Нормальным является гибкое соотношение ауто- и внешней стимуляции, то есть при уменьшении доли одного компонента возрастает доля другого: в насыщенной, богатой стимулами среде аутостимуляция проявляется наименее ярко.

## Аутостимуляция при аномальном развитии
Вариантом, выходящим за рамки нормы, является сверхчувствительность ребёнка и как следствие избегание им общения со сверстниками. Такой робкий ребёнок взамен групповым играм, которые его не тонизируют, а истощают, прибегает к более частой аутостимуляции.
Патологической является фиксация в более старшем возрасте (3—5 лет) на досимволическом уровне обобщения, включающая активное использование аутостимуляции. В данном случае отличие в том, что упорные попытки воспроизвести приятный опыт не зависят от реального присутствия матери, что говорит о неадаптивности такого поведения. Спектр действий, доставляющих удовольствие ребёнку, ограничен и ригиден в отличие от нормы.
Аутостимуляция наряду с агрессией и фантазированием на значимые пугающие темы может являться проявлением сильной эмоциональной неустойчивости ребёнка. Игрушки в таких случаях начинают использоваться ребёнком не для построения сюжетной символической игры, а для выполнения аутостимуляторных действий (например, мышечное напряжение, сопровождаемое выкриками). Как на этапе раннего развития, для которого свойственно простое манипулирование игрушками, дети с РАС могут не использовать функциональные свойства игрушки, а ограничиваться однообразными действиями с их деталями (верчение колёс у машины, выкладывание игрушек в ровную линию).

## Работа с аутостимуляцией
Изначально не направленная на коммуникацию аутостимуляторная активность ребёнка может быть использована в психотерапии с целью оживления и расширения игровой активности ребёнка, установления зрительного контакта и включения взрослого в игровой процесс. При этом основным приёмом является подключение к аутостимуляции ребёнка. В данной работе следует выделять наиболее доступные для продуктивного подключения формы, не используя слишком грубые формы аутостимуляции, в которых высок компонент влечения и переживания сильных телесных ощущений (оральные и особые тактильные виды раздражения: сосание языка и щёк, скрип зубами, онанизм, игра с фактурой предметов).
Положительный эффект даёт повторение сочетаний звуков, произносимых ребёнком, и придание им смысла. Взрослый может присоединиться к ребёнку в его наблюдении за движением или в созерцании сложных ритмически организованных зрительных стимулов (орнаменты, сложные конструкции). Совместное прослушивание ритмических стихотворений, песен может привести к их последующему самостоятельному воспроизведению ребёнком, что позволяет растормозить речевую активность, расширить активный словарь ребёнка и использовать его речь в коммуникативных целях.